# Djima Oyawolé
Djima Oyawolé (ur. 18 października 1976 w Tsevik) – były togijski piłkarz występujący na pozycji napastnika.

## Kariera klubowa
Djima Oyawolé jest wychowankiem Sporting Club Lomé. W 1994 roku grał w Entente II, a w 1995 przeszedł do francuskiego klubu FC Metz. W pierwszej drużynie zadebiutował tu w sezonie 1996/1997. W lipcu 1997 został wypożyczony do FC Lorient. W następnym sezonie powrócił do Metz, gdzie rozpoczął sezon. Jednak w przerwie zimowej znów trafił na wypożyczenie, tym razem do Troyes AC. Grał tu do końca sezonu, po czym przeniósł się na podobnej zasadzie jak przedtem do CS Louhans-Cuiseaux. Sezon 2000/2001 rozegrał już w barwach Metz. W sumie w tym zespole zagrał w 18 meczach Ligue 1. Ani razu nie trafił do siatki rywala.
W lecie 2001 przeszedł do belgijskiego KAA Gent. W sezonie 2001/2002 zagrał w 25 meczach pierwszej ligi belgijskiej. Strzelił 2 gole, zaś Gent zajęło w tabeli 4. pozycję. W następnym sezonie grał tylko do końca roku w barwach Gent. Przeniósł się bowiem do chińskiego Shenzhen Jianlibao. Przebywał tu przez 3 lata. Potem powrócił do KAA Gent, gdzie po sezonie zakończył profesjonalną karierę piłkarską.

## Kariera reprezentacyjna
Djima Oyawolé w reprezentacji Togo ostatni mecz rozegrał w 2006 roku. Był także powołany na Puchar Narodów Afryki 1998 w Burkina Faso, gdzie rozegrał 2 mecze: z Demokratyczną Republiką Konga (1:2 i żółta kartka) i Tunezją (1:3), Puchar Narodów Afryki 2000 w Ghanie i Nigerii, gdzie pojawił się na boisku we wszystkich meczach grupowych: z Wybrzeżem Kości Słoniowej (1:1), Ghaną (0:2) i Kamerunem (1:0) oraz Puchar Narodów Afryki 2002 w Mali, gdzie również rozegrał wszystkie spotkania: z Wybrzeżem Kości Słoniowej (0:0), Demokratyczną Republiką Konga (0:0) i Kamerunem (0:3). We wszystkich tych turniejach Togo odpadało z rozgrywki już po fazie grupowej. Od 1995 do 2006 rozegrał w kadrze narodowej 30 meczów i strzelił 6 goli.